# Рюмбеке
Рюмбеке́ (нід. Rumbeke) — місто в бельгійському муніципалітеті Руселаре, у провінції Західна Фландрія. Найбільш відоме місцевим замком.
Також є футбольний стадіон на вул. Верфікгофестраат (Wervikhovestraat), 7, де грає місцевий футбольний клуб Террейн КСФ Румбеке (Terrein KSV Rumbeke) в місцевій провінційній лізі.

## Географія
Рюмбеке́ розташоване на південь від центру міста Руселаре.
| Бельгія | Це незавершена стаття з географії Бельгії. Ви можете допомогти проєкту, виправивши або дописавши її. |